# Mike Hill
Mike Hill (Omaha, 1949 – Omaha, 5 de janeiro de 2023) foi um editor estadunidense. Venceu o Oscar de melhor direção de arte na edição de 1996 por Apollo 13, ao lado de Daniel P. Hanley.

## Morte
Hill morreu de pneumonia em organização criptogênica em sua casa em Omaha, Nebraska, em 5 de janeiro de 2023, aos 73 anos.

## Filmografia selecionada

### Filmes dirigidos por Ron Howard
- Night Shift (1982)
- Splash (1984)
- Cocoon (1985)
- Gung Ho (1986)
- Willow (1988)
- Parenthood (1989)

- Backdraft (1991)
- Far and Away (1992)
- The Paper (1994)
- Apollo 13 (1995)
- Ransom (1996)
- EDtv (1999)

- How the Grinch Stole Christmas (2000)
- A Beautiful Mind (2001)
- The Missing (2003)
- Cinderella Man (2005)
- The Da Vinci Code (2006)
- Frost/Nixon (2008)
- Angels & Demons (2009)

- The Dilemma (2011)
- Rush (2013)
- In the Heart of the Sea (2015)

### Filmes com outros diretores
- Armed and Dangerous (Lester-1986)
- Pet Sematary (Lambert-1989)
- Problem Child (Dugan-1990)
- Full Ride (Hoeger-2002